# Витухновский, Михаил Семёнович
Михаил Семенович Витухновский (23 августа 1903, Нижний Новгород — 11 мая 1976) — российский советский сценарист.

## Биография
Родился в Нижнем Новгороде. Окончил Государственный техникум кинематографии. Преподавал во ВГИКе.

## Фильмография

### Сценарист
- 1935 — Последний табор[2]
- 1938 — Комсомольск[3]
- 1939 — Молодые капитаны
- 1940 — Дурсун[4]
- 1945 — Близнецы[5][6]
- 1948 — История одного кольца
- 1956 — Серый разбойник[7]
- 1957 — Колхоз на Оке
- 1957 — Новый аттракцион
- 1959 — Верные сердца[8]
- 1969 — Король гор и другие